# Ředitel školy
Ředitel školy (zastarale též řídící (učitel)) je pracovník, který je zodpovědný za správu a řízení školy, popř. školského zařízení. Ředitel nese plnou zodpovědnost za kvalitu a efektivitu vzdělávacího procesu a také za finanční řízení školy. Do jeho kompetence spadá také přijímaní a propouštění učitelů.

## Povinnosti ředitele
- má právo rozhodovat v záležitostech týkajících se poskytování vzdělávání a školských služeb[2]
- nese zodpovědnost za vzdělání a školské služby uvedené v § 3 a za odbornou pedagogickou úroveň[2]
- tvoří podmínky pro výkon inspekční činnosti České školní inspekce a poté přijme možná opatření[2]
- měl by vytvořit podmínky pro vzdělávání pedagogických pracovníků a pro práci školské rady[2]
- musí zajistit, aby osoby uvedené v § 21 byly informovány o průběhu a výsledcích vzdělávání dítěte[2]
- ve škole a školském zařízení zodpovídá za zajištění dohledu nad dětmi [2]

## Kompetence ředitele
- stanovuje organizaci a podmínky provozu jím provozované školy či školského zařízení[1]
- odpovídá za využití finančních prostředků[1]
- předkládá rozbor hospodaření podle vázané osnovy ministerstva[1]
- má možnost přeřadit žáka nebo studenta do vyššího ročníku podle § 17 odst. 3 a povolení individuálního vzdělávacího plánu podle § 18 a přijmout dítě k předškolnímu vzdělávání[1]
- může odložit povinnou školní docházku[1]
- má právo převést žáka do odpovídajícího ročníku základní školy[1]
- může zajistit přijmutí žáka/studenta a jeho přestup, přerušení vzdělávání, opakování ročníku, snížení či prominutí úplaty za poskytování vzdělávání, povolit a zrušit individuální plán
- může uznat dosažené vzdělání[2]
- rozhoduje o obsahu přijímacích i závěrečných zkoušek[1]

Ředitel školy také zřizuje pedagogickou radu jako svůj poradní orgán a projednává s ním zásadní pedagogické dokumenty a opatření, které se týkají vzdělávání. Ředitel při svém rozhodování k názorům rady přihlíží.
Ředitel také jmenuje a odvolává své zástupce.

## Předpoklady pro výkon funkce
Ředitelem školy se může stát jen osoba, která splňuje předpoklady pro činnost pedagogického pracovníka. Dále musí mít praxi ve výkonu přímé pedagogické činnosti nebo v činnosti, pro kterou jsou potřebné znalosti stejného nebo obdobného zaměření, nebo v řídící činnosti nebo v činnosti ve výzkumu a vývoji. Pro ředitele veřejných škol platí ještě podmínka absolvování studia pro ředitele škol v rámci vzdělávání pedagogických pracovníků.

## Plat ředitele
Odměňování ředitelů se řídí stejnými legislativními pravidly jako odměňování pedagogických a ostatních pracovníků. Platové podmínky určí orgán, který ředitele do funkce jmenoval.
Stejně tak pracovní doba a dovolená je pro ředitele stejná jako pro ostatní pedagogické pracovníky.

## Jmenování ředitele
Ředitel je jmenován zřizovatelem na základě vyhlášení konkursního řízení. Zřizovatel má možnost toto řízení vyhlásit každých 6 let.

## Odvolání z funkce
Zřizovatel může ředitele také odvolat, ale jen z důvodů stanovených zákonem. Zřizovatel je povinen ředitele odvolat, pokud ředitel pozbyl předpoklady pro jeho výkon, např.: bezúhonnost, nebo nesplnil podmínku pro výkon práce. Dále je nutné ředitele odvolat, pokud došlo organizační změnou k zániku pracovního místa. Zřizovatel je také oprávněn ředitele odvolat na návrh České školní inspekce pro závažné porušení nebo neplnění právních povinností a v důsledku pravomocného rozhodnutí soudu.